# Цюнис, Петрас Антанасович
Петрас Антанасович Цюнис (лит. Petras Ciunis; 26 августа 1898, Перлоя — 29 декабря 1979, Вильнюс) — литовский военный деятель, библиотекарь и преподаватель, подполковник Советской Армии. В годы Великой Отечественной начальник штаба 16-й Клайпедской литовской стрелковой дивизии.

## Биография

### Ранние годы
Отец, Антанас Цюнис, ремонтировал железные дороги. Мать Агафия Цюнене родом из Лиды, домохозяйка. Сестра Мария в 1914 году уехала жить в США. Петрас учился в школе города Тракай с 1911 по 1915 годы, с 1915 по 1918 годы в Воронежской учительской семинарии (тогда это была часть Тартуского университета) на школьного учителя. Был членом общества «Саулес», а также в Литовской организации по оказанию помощи пострадавшим от войны. В апреле-мае 1917 года он посетил Петроград, где собирал пожертвования для организации. С июня по август 1918 года он работал телефонистом в Лугах при штабе полка пограничной охраны.

### В годы Гражданской войны
В ноябре 1918 года Петрас Цюнис был призван в литовскую армию в 1-й стрелковый полк. В декабре полк перебрался в Алитус, с февраля 1919 года Цюнис сражался на фронте против красноармейцев. В июне 1919 года в Каунасском военном училище П. Цюнис прошёл военные курсы, которые длились всего шесть месяцев по причине острой кадровой нехватки. Он дослужился до лейтенанта II класса 1-го стрелкового полка.
В июле 1920 года Петрас участвовал в боях с поляками близ Варены, Валкининкая, Лентвариса и Тракая. Активные боевые действия вскоре перенеслись на линию Муснинкай-Ширвинтас-Гидрайчай. 19 августа 1921 Петрас начал вести свой дневник, который стал частью его семейного архива.

### Межвоенное время
Цюнис был очень образованным человеком, владел литовским, польским, русским, немецким и латинским языками; писал стихи, занимался спортом и читал труды разных философов. В то время он состоял в любительском обществе «Зелёный клевер» из 1-го полка.
15 июля 1925 года Цюнис окончил высшие офицерские курсы (V выпуск). Командовал ротой 1-го стрелкового полка в Укмерге, в 1926 году ему было присвоено звание капитана. В 1931 году Цюнис окончил химический факультет Каунасского университета. В 1933 году вступил в Союз стрелков Литвы, в 1935 году в Тракае стал помощником командира гарнизона Кайшядориса, в 1939 году был переведён во 2-й пехотный полк.

### В Советском Союзе
На момент ввода советских войск в Прибалтику Петрас Цюнис командовал 2-й ротой 2-го пехотного полка. После присоединения Литвы к СССР Цюнис был зачислен в РККА, а 7 сентября 1940 он был назначен командиром 2-й роты 1-го батальона 259-го стрелкового полка. В декабре 1940 года он был переведён в 184-ю стрелковую дивизию, в 619-й артиллерийский полк, в 1941 году он был отправлен в отряд хим. защиты при 179-й стрелковой дивизии.
22 июня 1941 началась Великая Отечественная война. 29-й стрелковый корпус вынужден был оставить большую часть Литвы и отступить к Невелю и Великим Лукам. В августе 1941 года Цюнис был срочно направлен на учебные курсы «Выстрел» в Солнечногорске, по окончании их в 1942 году был направлен во 2-е Омское военно-пехотное училище. В 1942 году П. Цюниис был назначен начальником штаба 16-й Клайпедской литовской стрелковой дивизии. Участвовал в сражениях в 1943 году.
В 1946 году Цюнис был демобилизован и окончил медицинский факультет, после чего был назначен старшим преподавателем военной кафедры в Вильнюсском университете. Уволился в 1950 году в звании подполковника, с 1950 по октябрь 1964 года работал в Вильнюсской региональной библиотеке (ныне государственная библиотека имени Адама Мицкевича).
Жена — Теофиле Чибурите-Цюнене, дети — Альгирдас и Лаймутис. 
Скончался в 1979 году. Похоронен на Вильнюсском кладбище Саулес.